# Cech Krawców i Rzemiosł Włókienniczych
Cech Krawców i Rzemiosł Włókienniczych – cech krawców w Warszawie.

## Historia
Cech istnieje w Warszawie od co najmniej 1380, skąd pochodzi przywilej nadany cechowi przez księcia mazowieckiego Janusza I. Z 1339 pochodzą wzmianki o krawcach. W tym roku odbyła się rozprawa sądowa między królem Kazimierzem a Zakonem Krzyżackim. Wśród powołanych świadków było dwóch krawców z Warszawy – Gunter i Jan.
W końcówce XV wieku burmistrzami Warszawy byli krawcy cechowi Mikołaj Bąk i Mikołaj Klara. Od 1500 krawiec Wawrzyniec Kosseń siedmiokrotnie sprawował urząd burmistrza miasta.
Patronem cechu jest św. Michał Archanioł. Kościołem cechowym jest jeden z najstarszych kościołów stolicy znajdujący się na Nowym Mieście przy ul. Przyrynek 2 pod wezwaniem Nawiedzenia Najświętszej Maryi Panny.
Siedzibą cechu jest budynek na Krakowskim Przedmieściu 41, który został w 1738 kupiony na siedzibę cechu.
Wśród członków cechu był Władysław Reymont, który naukę rzemiosła pobierał w zakładzie Konstantego Jakimowicza w latach 1880–1884. W 1894 otrzymał Reymont dyplom mistrza krawieckiego po realizacji pracy u mistrza Józefa Juszczyka, który został odznaczony Krzyżem Świętego Grzegorza przez papieża Leona XIII.
Od 1971 cech sprawuje patronat i opiekę nad zabytkowym miejscem straceń uczestników powstania styczniowego z Romualdem Trauguttem na czele. Cech jest fundatorem tablicy pamiątkowej poświęconej Piotrowi Wysockiemu, która umieszczona została w Olszynce Grochowskiej w Alei Chwały.
Po 1989 zniesiono obligatoryjną przynależność do cechu. W 2014 cech Krawców i Rzemiosł Włókienniczych otrzymał Nagrodę Miasta Stołecznego Warszawy.